# Massepha lupa
Massepha lupa là một loài bướm đêm trong họ Crambidae.